# Skrovet 5
Skrovet 5 är en fastighet med ett kontorshus som ligger utmed Stora Varvsgatan och Hallenborgs gata på Dockan i Malmö. Fastigheten ägs av Wihlborgs Fastigheter AB.
Byggnaden ritades av Fojab Arkitekter med Tyréns som byggnadskonstruktör. Det byggdes med Peab som huvudentreprenör. Stommen utfördes på totalunderentreprenad av Strängbetong, som i sin tur anlitade VSAB för stålleveransen.
Stommen, som är en stålstomme, består av IQB-stomsystemet med erforderliga anpassningar till byggnadens geometri och speciella arkitektoniska krav. Samt HD/F-plattor och stabiliserande trapphus.
Några kända företag med kontor i Skrovet 5:
- Bjurfors

## Bilder

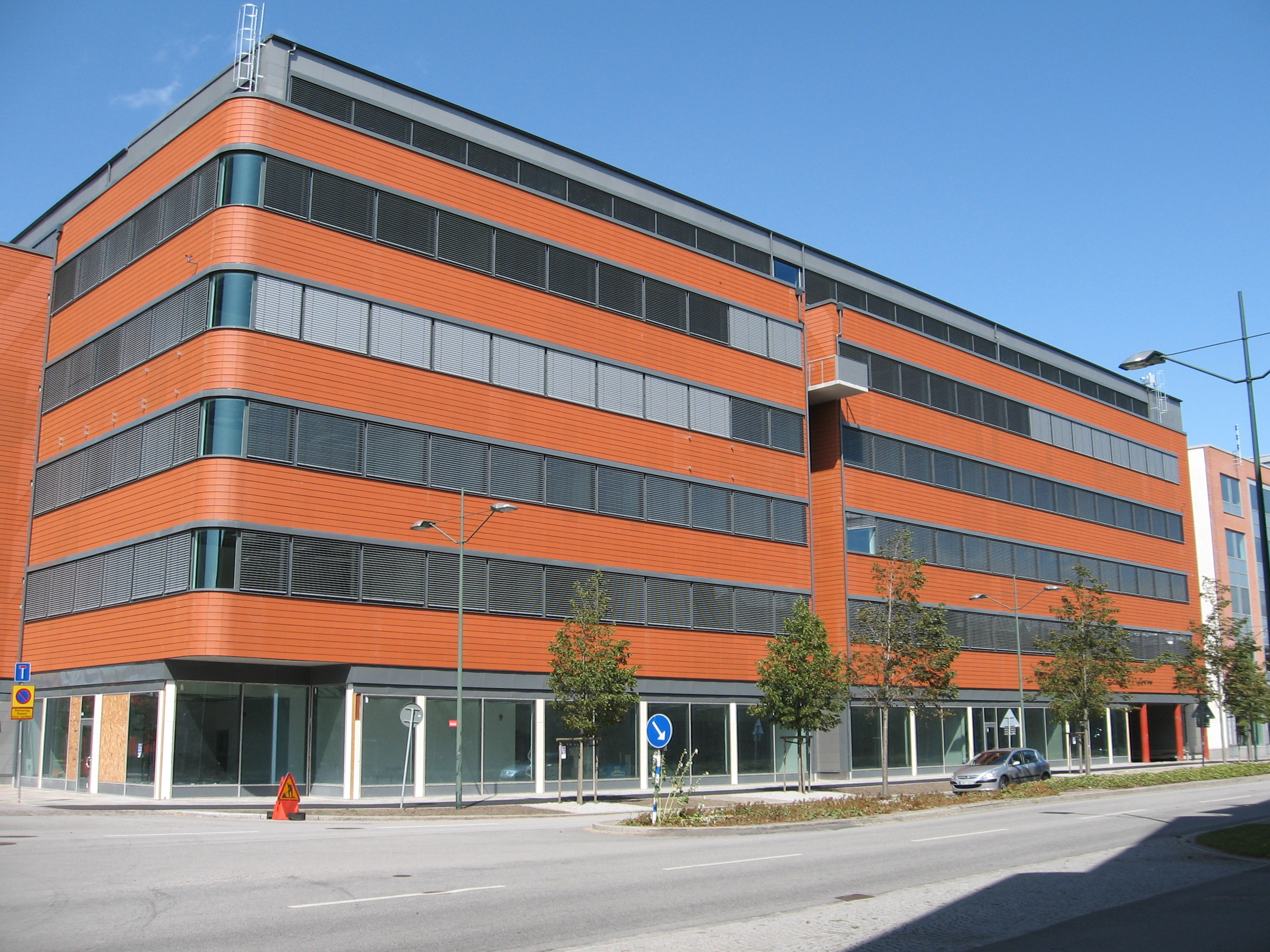
Skrovet 5
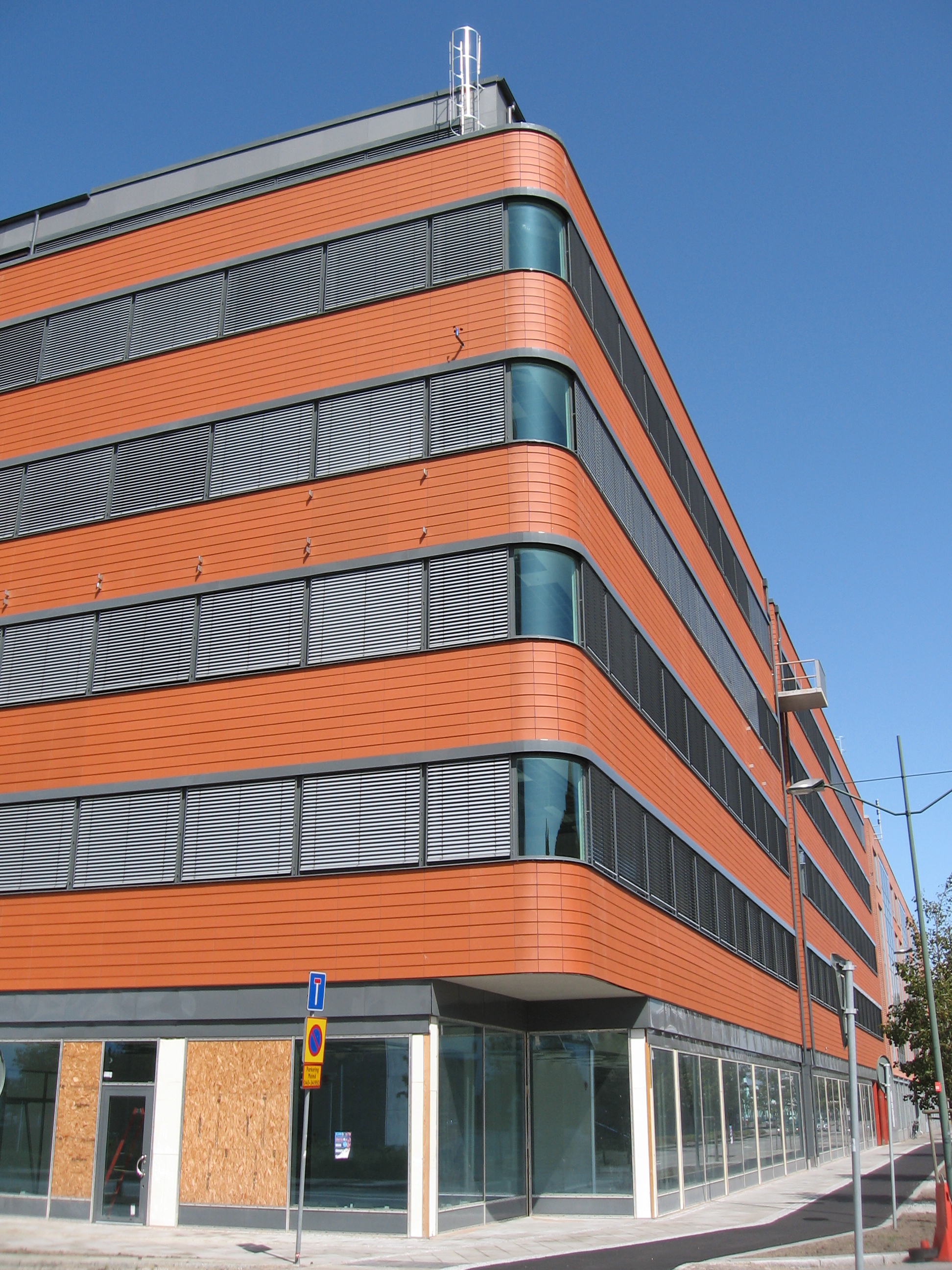
Skrovet 5
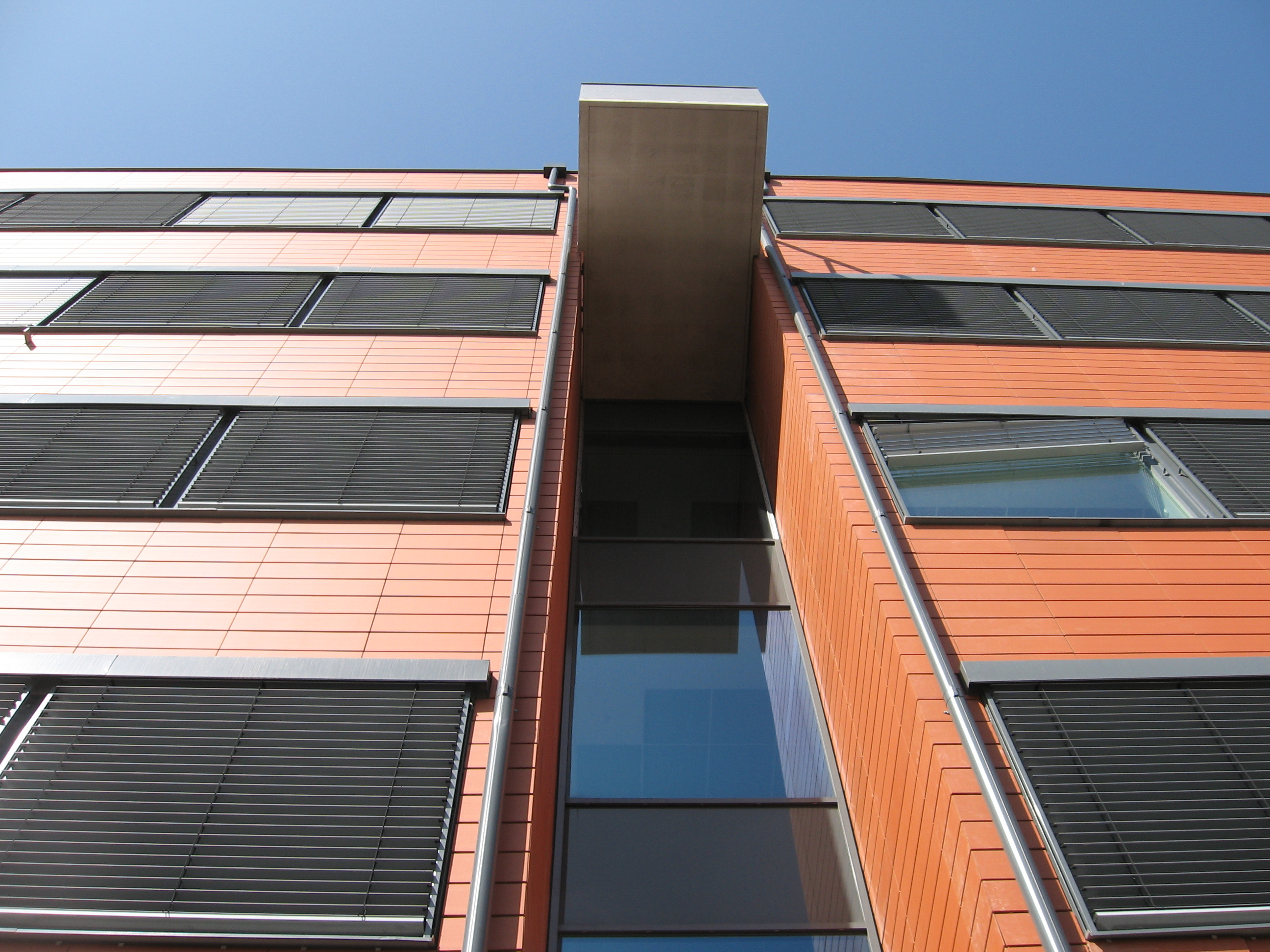
Skrovet 5
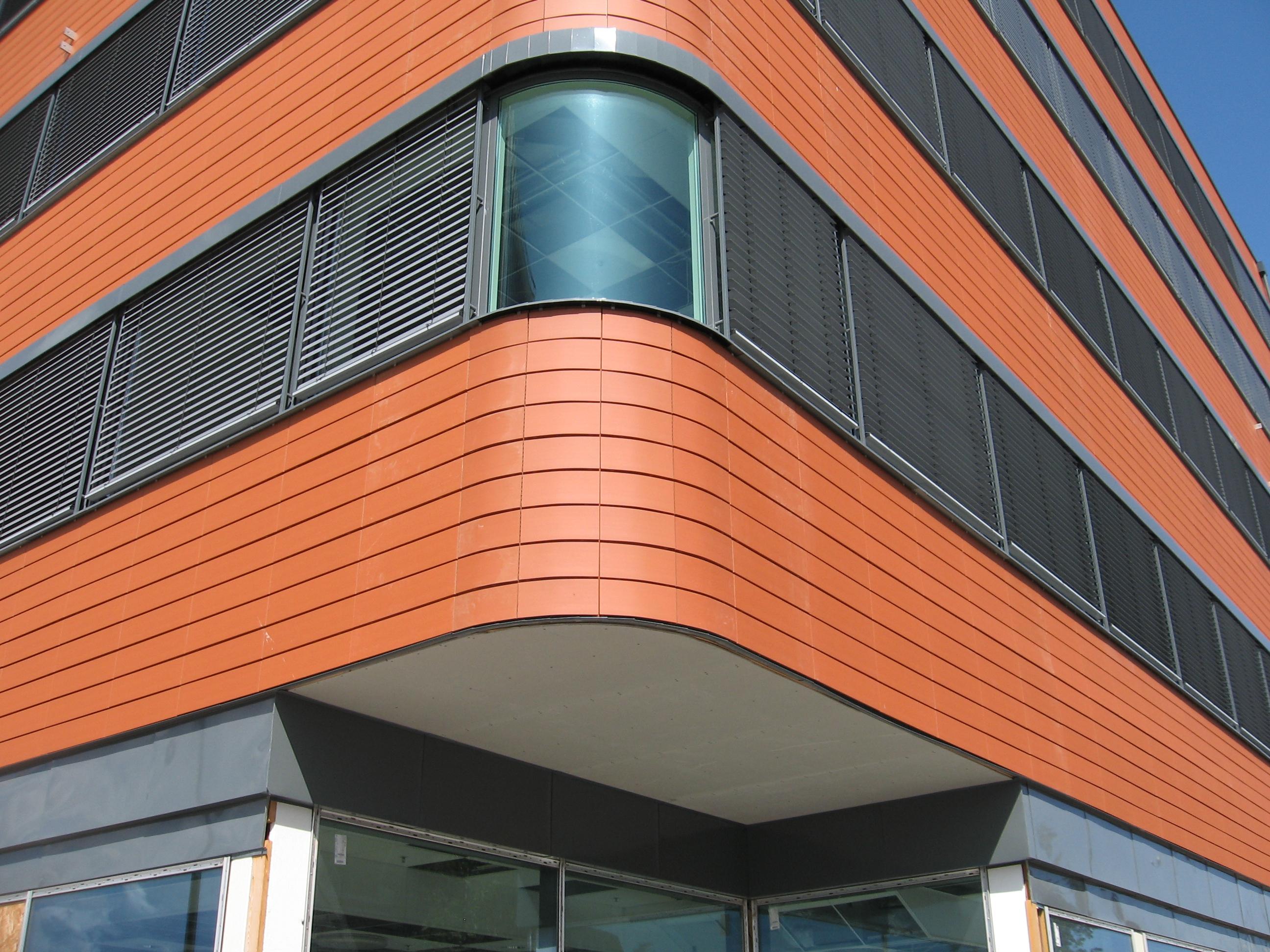
Skrovet 5